# Didi
Waldyr Pereira bedre kendt som Didi (8. oktober 1928 – 12. maj 2001) var en brasiliansk fodboldspiller (central midtbane) og -træner og dobbelt verdensmester med Brasiliens landshold.
Han blev født i Rio de Janeiro hvor han gennem karrieren spillede for de lokale klubber Fluminense og Botafogo. Han var også tilknyttet blandt andet São Paulo FC og spanske Real Madrid.
Didi er dog bedst kendt for sine præstationer for Brasiliens landshold. Han spillede mellem 1952 og 1962 68 landskampe for brasilianerne, hvori han scorede 20 mål. Han blev verdensmester med holdet ved både VM i 1958 i Sverige og VM i 1962 i Chile. Han spillede alle brasilianernes kampe ved begge turneringer, og blev desuden kåret til turneringens bedste spiller ved 1958-slutrunden. Han deltog også ved VM i 1954 i Schweiz.
Efter at have indstillet sin aktive karriere fungerede Didi desuden som træner. Han stod blandt andet i spidsen for sine gamle klubber som aktiv, Fluminense og Botafogo, men var også ansvarshavende i udenlandske klubber som tyrkiske Fenerbahçe og argentinske River Plate.